# Antinephele weberi
Antinephele weberi är en fjärilsart som beskrevs av Clark 1923. Antinephele weberi ingår i släktet Antinephele och familjen svärmare. Inga underarter finns listade i Catalogue of Life.